# 짐 브라운
짐 브라운(영어: Jim Brown, 1936년 2월 17일~2023년 5월 18일)은 미국의 미식축구 선수, 배우이다.

## 출연 작품
- 아이 엠 알리(2014)
- 드래프트 데이(2014)
- Dream Street (2010)
- 프론트라이너스(2010)
- 휴 헤프너(2009)
- 폴섬 감옥의 쟈니 캐쉬(2008)
- 애니멀(영어판)(2005)
- 아웃사이더(2005)
- 석커 프리 시티(2004)
- 그녀는 날 싫어해(2004)
- 비프(2003)
- 짐 브라운 (2002)
- 뉴저지 턴파이크(1999)
- 애니 기븐 선데이(1999)
- 히 갓 게임(1998)
- 스몰 솔저(1998)
- 화성 침공(1996)
- 버닝 시티(1996)
- 위와 아래(1993)
- 대습격(1990)
- LA 음모 2(1989)
- 분노의 총탄 (1989, Crack House)
- 아임 고너 깃 유 서카(1988)
- 러닝맨(1987)
- 블루 썬 특급(1985)
- 후커와 로마노(1982)
- 매드 맥스 2(1981)
- 핑거스(1978)
- 기동순찰대(1977)
- 쓰리 더 하드 웨이(1974)
- 강력범(1973)
- 지옥의 신디 케이트(1973)
- 지옥의 사자 슬러터(1972)
- 100정의 라이플(1969)
- 스프릿(1968)
- 지옥의 용병들(1968)
- 제브라 작전(1968)
- 더티더즌(1967)
- 리오 콘초스(1964)

### 텔레비전
- 전격 Z작전(1982)